# Tones for Joan's Bones
Tones for Joan's Bones es el álbum debut del compositor y pianista de jazz estadounidense Chick Corea, publicado a través de Atlantic Records en 1967. No es habitual encontrar el disco en su formato original y es más frecuente encontrarlo compilado junto al álbum de Miroslav Vitouš Mountain in the Clouds. Las canciones "Tones for Joan's Bones" y "This Is New", también aparecen en el disco recopilatorio Chick Corea, Herbie Hancock, Keith Jarrett, McCoy Tyner, mientras que el disco en su totalidad se reeditó en un set de dos LP titulado Inner Space a principios de los años 1970. En la reedición en CD de Inner Space no aparecen ni la pista número dos ni la tres.

## Lista de temas
1. "Litha" (Corea) – 13:33
2. "This Is New" (Gershwin, Weill) – 7:37
3. "Tones for Joan's Bones" (Corea) – 6:11
4. "Straight up and Down" (Corea) – 12:33

- Pista 1 grabada el 30 de noviembre de 1966
- Pistas 2, 3 y 4 grabadas el 1 de diciembre de 1966

## Créditos
- Chick Corea - piano
- Woody Shaw - trompeta
- Joe Farrell - saxofón tenor, flauta
- Steve Swallow - contrabajo
- Joe Chambers - batería